# Jiří Šlégr
Jiří Šlégr (* 30. května 1971 Jihlava) je český hokejový trenér, bývalý obránce, člen hokejového Triple Gold Club a politik. Od února 2010 do října 2011 byl členem ČSSD, od listopadu 2011 do června 2014 byl místopředsedou strany Národní socialisté (později LEV 21 – Národní socialisté). Od roku 2010 byl poslancem Poslanecké sněmovny Parlamentu České republiky, v červnu 2013 se mandátu vzdal. Mezi lety 2014 a 2019 působil ve vedení hokejového klubu HC Litvínov, kde také vykonává funkci vedoucího realizačního týmu. V roce 2019 byl uveden do Síně slávy českého hokeje. Od března 2020 je členem Rady České televize. Od října 2024 působí na pozici generálního manažera české hokejové reprezentace.

## Hráčská kariéra
Před odchodem do zámoří hrál za Litvínov. Velmi dobře se uvedl v klubu Vancouver Canucks, přesto si však v jeho dresu nezahrál na jaře v roce 1994 v play off ani jeden zápas, zatímco jeho spoluhráči postoupili do finálových bojů o Stanleyův pohár. V sezóně 1996–1997 pomohl ve Švédsku klubu Södertälje SK k postupu do Elitserien. V roce 2010 ohlásil konec své hokejové kariéry, ale k hokeji se vrátil ještě během play-out sezóny 2011–2012, kdy pomohl svému domovskému týmu HC Litvínov k udržení v nejvyšší soutěži. Po zachránění svého týmu od baráže o extraligu ukončil svoji kariéru, avšak 10. ledna 2013 oznámilo vedení HC Verva Litvínov, že opět s týmem trénuje. Za litvínovský klub nastupoval v sezónách 2013/2014 a 2014/2015, přičemž v roce 2015 získal extraligový titul. Následně, i kvůli zdravotním problémům, které mu nedovolily nastoupit v play-off 2015, oznámil definitivní konec aktivní hokejové kariéry.
V lednu 2018 se po odvolání Radima Rulíka stal hlavním trenérem Litvínova. V listopadu 2019 pak na tuto funkci sám rezignoval. Kromě toho také dva roky působil jako generální manažer klubu.
V říjnu 2024 se stal generálním manažerem české hokejové reprezentace.

## Ocenění a úspěchy
- 1990 MSJ – All-Star Team
- 1991 ČSHL – Nejlepší obránce
- 1991 MSJ – Nejlepší obránce
- 2005 ČHL/SHL – Utkání hvězd české a slovenské extraligy
- 2005 Triple Gold Club
- 2009 ČHL – Nejlepší obránce (ELH)
- 2019 Síň slávy českého hokeje

## Prvenství
- Debut v NHL – 6. října 1992 (Edmonton Oilers proti Vancouver Canucks)
- První asistence v NHL – 21. listopadu 1992 (Vancouver Canucks proti Edmonton Oilers)
- První gól v NHL – 27. prosince 1992 (Vancouver Canucks proti Montreal Canadiens brankáři Patricku Royovi)

## Klubová statistika
| Sezóna       | Klub                       | Soutěž         |     | Základní část | Základní část | Základní část | Základní část | Základní část |   | Play off | Play off | Play off | Play off | Play off |
| Sezóna       | Klub                       | Soutěž         | Z   | G             | A             | B             | TM            | Z             | G | A        | B        | TM       |          |          |
| 1987–88      | TJ CHZ Litvínov            | ČSHL           | 4   | 1             | 1             | 2             | 0             | —             | — | —        | —        | —        |          |          |
| 1988–89      | TJ CHZ Litvínov            | ČSHL           | 8   | 0             | 0             | 0             | 4             | —             | — | —        | —        | —        |          |          |
| 1989–90      | TJ CHZ Litvínov            | ČSHL           | 51  | 4             | 15            | 19            |               | —             | — | —        | —        | —        |          |          |
| 1990–91      | HC CHZ Litvínov            | ČSHL           | 39  | 10            | 33            | 43            | 26            | 8             | 1 | 3        | 4        | 0        |          |          |
| 1991–92      | HC Chemopetrol Litvínov    | ČSHL           | 38  | 7             | 22            | 29            | 38            | 4             | 1 | 2        | 3        | 8        |          |          |
| 1992–93      | Vancouver Canucks          | NHL            | 41  | 4             | 22            | 26            | 109           | 5             | 0 | 3        | 3        | 4        |          |          |
| 1992–93      | Hamilton Canucks           | AHL            | 21  | 4             | 14            | 18            | 42            | —             | — | —        | —        | —        |          |          |
| 1993–94      | Vancouver Canucks          | NHL            | 78  | 5             | 33            | 38            | 86            | —             | — | —        | —        | —        |          |          |
| 1994–95      | Vancouver Canucks          | NHL            | 19  | 1             | 5             | 6             | 32            | —             | — | —        | —        | —        |          |          |
| 1994–95      | Edmonton Oilers            | NHL            | 12  | 1             | 5             | 6             | 14            | —             | — | —        | —        | —        |          |          |
| 1994–95      | HC Litvínov, s.r.o.        | ČHL            | 13  | 3             | 10            | 13            | 0             | —             | — | —        | —        | —        |          |          |
| 1995–96      | Edmonton Oilers            | NHL            | 57  | 4             | 13            | 17            | 74            | —             | — | —        | —        |          |          |          |
| 1995–96      | Cape Breton Oilers         | AHL            | 4   | 1             | 2             | 3             | 4             | —             | — | —        | —        | —        |          |          |
| 1996–97      | Södertälje SK              | Elit           | 30  | 4             | 14            | 18            | 62            | —             | — | —        | —        | —        |          |          |
| 1996–97      | HC Chemopetrol, a.s.       | ČHL            | 1   | 0             | 0             | 0             | 0             | —             | — | —        | —        | —        |          |          |
| 1996–97      | HC Becherovka Karlovy Vary | 1.ČHL          | 5   | 1             | 3             | 4             |               | —             | — | —        | —        | —        |          |          |
| 1997–98      | Pittsburgh Penguins        | NHL            | 73  | 5             | 12            | 17            | 109           | 6             | 0 | 4        | 4        | 2        |          |          |
| 1998–99      | Pittsburgh Penguins        | NHL            | 63  | 3             | 20            | 23            | 86            | 13            | 1 | 3        | 4        | 12       |          |          |
| 1999–00      | Pittsburgh Penguins        | NHL            | 74  | 11            | 20            | 31            | 82            | 10            | 2 | 3        | 5        | 19       |          |          |
| 2000–01      | Pittsburgh Penguins        | NHL            | 42  | 5             | 10            | 15            | 60            | —             | — | —        | —        | —        |          |          |
| 2000–01      | Atlanta Thrashers          | NHL            | 33  | 3             | 16            | 19            | 36            | —             | — | —        | —        | —        |          |          |
| 2001–02      | Atlanta Thrashers          | NHL            | 38  | 3             | 5             | 8             | 51            | —             | — | —        | —        | —        |          |          |
| 2001–02      | Detroit Red Wings          | NHL            | 8   | 0             | 1             | 1             | 8             | 1             | 0 | 0        | 0        | 2        |          |          |
| 2002–03      | HC Chemopetrol, a.s.       | ČHL            | 10  | 2             | 3             | 5             | 14            | —             | — | —        | —        | —        |          |          |
| 2002–03      | Avangard Omsk              | RSL            | 6   | 1             | 2             | 3             | 8             | 9             | 0 | 0        | 0        | 45       |          |          |
| 2003–04      | Vancouver Canucks          | NHL            | 16  | 2             | 5             | 7             | 8             | —             | — | —        | —        | —        |          |          |
| 2003–04      | Boston Bruins              | NHL            | 36  | 4             | 15            | 19            | 27            | 7             | 1 | 1        | 2        | 0        |          |          |
| 2004–05      | HC Chemopetrol, a.s.       | ČHL            | 46  | 6             | 23            | 29            | 135           | 6             | 1 | 2        | 3        | 30       |          |          |
| 2005–06      | Boston Bruins              | NHL            | 32  | 5             | 11            | 16            | 56            | —             | — | —        | —        | —        |          |          |
| 2006–07      | HC Chemopetrol, a.s.       | ČHL            | 41  | 8             | 8             | 16            | 134           | —             | — | —        | —        | —        |          |          |
| 2006–07      | EHC Biel                   | NLB            | —   | —             | —             | —             | —             | 2             | 2 | 2        | 4        | 8        |          |          |
| 2006–07      | EHC Biel                   | NLA – baráž    | —   | —             | —             | —             | —             | 2             | 0 | 0        | 0        | 4        |          |          |
| 2007–08      | HC Litvínov                | ČHL            | 45  | 7             | 6             | 13            | 121           | 5             | 1 | 1        | 2        | 22       |          |          |
| 2008–09      | HC Litvínov                | ČHL            | 48  | 5             | 26            | 31            | 98            | 3             | 0 | 0        | 0        | 4        |          |          |
| 2009–10      | HC BENZINA Litvínov        | ČHL            | 11  | 2             | 0             | 2             | 39            | 1             | 0 | 0        | 0        | 4        |          |          |
| 2011–12      | HC BENZINA Litvínov        | ČHL – play out | —   | —             | —             | —             | —             | 5             | 0 | 3        | 3        | 6        |          |          |
| 2013–14      | HC Verva Litvínov          | ČHL            | 28  | 2             | 6             | 8             | 52            | —             | — | —        | —        | —        |          |          |
| 2014–15      | HC Verva Litvínov          | ČHL            | 17  | 4             | 1             | 5             | 26            | —             | — | —        | —        | —        |          |          |
| Celkem v NHL | Celkem v NHL               | Celkem v NHL   | 622 | 56            | 193           | 249           | 838           | 42            | 4 | 14       | 18       | 39       |          |          |

## Reprezentace
| Rok                       | Tým                       | Soutěž                    | Z  | G | A | B | TM  |
| ------------------------- | ------------------------- | ------------------------- | -- | - | - | - | --- |
| 1989                      | Československo 18         | MEJ 18                    | 6  | 3 | 1 | 4 | 4   |
| 1990                      | Československo 20         | MSJ                       | 7  | 3 | 4 | 7 | 18  |
| 1991                      | Československo 20         | MSJ                       | 7  | 0 | 9 | 9 | 14  |
| 1991                      | Československo            | MS                        | 9  | 2 | 1 | 3 | 32  |
| 1991                      | Československo            | KP                        | 5  | 0 | 1 | 1 | 25  |
| 1992                      | Československo            | OH                        | 8  | 1 | 1 | 2 | 14  |
| 1996                      | Česko                     | SP                        | 3  | 0 | 0 | 0 | 6   |
| 1997                      | Česko                     | MS                        | 8  | 1 | 1 | 2 | 35  |
| 1998                      | Česko                     | OH                        | 6  | 1 | 0 | 1 | 8   |
| 1998                      | Česko                     | MS                        | 6  | 0 | 1 | 1 | 20  |
| 2004                      | Česko                     | MS                        | 7  | 0 | 2 | 2 | 10  |
| 2004                      | Česko                     | SP                        | 3  | 1 | 0 | 1 | 2   |
| 2005                      | Česko                     | MS                        | 9  | 0 | 0 | 0 | 6   |
| Mistrovství světa 5×      | Mistrovství světa 5×      | Mistrovství světa 5×      | 39 | 3 | 5 | 8 | 103 |
| Olympijské hry 2×         | Olympijské hry 2×         | Olympijské hry 2×         | 14 | 2 | 1 | 3 | 22  |
| Kanadský/Světový pohár 3× | Kanadský/Světový pohár 3× | Kanadský/Světový pohár 3× | 11 | 1 | 1 | 2 | 33  |

Celková bilance 116 utkání/13 branek

## Politická kariéra
V komunálních volbách v roce 2006 kandidoval jako nestraník za SNK-ED do Zastupitelstva města Litvínova. Uspěl, byl zvolen městským zastupitelem a následně i radním města.
V roce 2008 začal spolupracovat s ČSSD a stal se její tváří v předvolební kampani. Natočil pro ČSSD volební klip, ve kterém v oranžovém dresu najíždí na bránu, v níž stojí brankář v modrém dresu se jmenovkou Topolánek a dává mu gól. Ve zrušených volbách do Poslanecké sněmovny PČR v roce 2009 měl kandidovat za ČSSD. V Ústeckém kraji byl na kandidátce na druhém místě hned za Jiřím Paroubkem. V řádných volbách do Poslanecké sněmovny PČR v roce 2010 kandidoval už jako člen ČSSD na 2. místě její kandidátky v Ústeckém kraji a získal mandát poslance Poslanecké sněmovny PČR.
V říjnu 2011 opustil spolu s Paroubkem ČSSD a stal se zakládajícím členem nového politického uskupení – strany NÁR.SOC. (později LEV 21). Na jejím ustavujícím sjezdu dne 26. listopadu 2011 byl zvolen jejím místopředsedou. V krajských volbách v roce 2012 kandidoval za LEV 21 do Zastupitelstva Ústeckého kraje, ale neuspěl. Zároveň kandidoval ve volbách do Senátu PČR v roce 2012 za LEV 21 v obvodu č. 29 – Litoměřice. Se ziskem 5,65 % hlasů však skončil na 6. místě a nepostoupil ani do druhého kola. Dne 14. června 2013 na mimořádném jednání Sněmovny v reakci na policejní razii na Úřadu vlády ČR oznámil, že se vzdává poslaneckého mandátu a ukončí svou politickou kariéru. Uvedl, že se chce vrátit do čistého prostředí mezi sportovce.
Ve volbách do Poslanecké sněmovny PČR v roce 2013 kandidoval za LEV 21 na 5. místě kandidátky v Ústeckém kraji, ale neuspěl (LEV 21 se do Sněmovny nedostala). V rámci kandidátky získal nejvíc preferenčních hlasů, a to 12,50 %. V polovině června 2014 rezignoval na post místopředsedy LEV 21 a ze strany odešel.
Ve volbách do zastupitelstev obcí v roce 2014 kandidoval za SNK ED do Zastupitelstva města Litvínova a uspěl. Ve volbách v roce 2018 mandát zastupitele města obhájil, když z pozice nestraníka vedl kandidátku SNK ED. Mandát zastupitele obhájil i v komunálních volbách v roce 2022, opět jako nestraník za SNK ED.
V roce 2016 se pokusil o návrat do vysoké politiky, když kandidoval ve volbách do Senátu PČR jako nestraník za ČSSD v obvodu č. 4 – Most. Se ziskem 16,42 % hlasů postoupil z druhého místa do druhého kola, v němž však prohrál poměrem hlasů 29,18 % : 70,81 % s kandidátkou hnutí Severočeši.cz Alenou Dernerovou. Senátorem se tedy nestal. Nejvyšší správní soud ČR však prohlásil volby v tomto obvodu za neplatné a nařídil jejich opakování. V lednu 2017 tak za ČSSD kandidoval znovu, se ziskem 15,73 % hlasů však opět skončil na 2. místě.

## Mediální působení
Dne 11. března 2020 byl zvolen členem Rady České televize, a to s účinností od 27. března 2020. Nominoval jej HC Litvínov. V prosinci 2020 se pak stal v Radě ČT místopředsedou. Post místopředsedy zastával do prosince 2022.

## Kontroverze
V lednu 2021 se v době nouzového stavu během pandemie covidu-19 zúčastnil narozeninové oslavy podnikatele Petra Bendy v jeho teplickém hotelu. Oslava však porušovala celou řadu platných epidemiologických omezení. Šlégr nejdříve neposkytl žádné vyjádření a později, jako celá řada dalších účastníků, vysvětlil svou účast pracovními povinnostmi. Část poslanců zároveň Šlégra vyzvala k odstoupení z Rady ČT.